# ダンカン・ウォルドロン
ダンカン・ウォルドロン(J. Duncan Waldron ワルドロンと表記されることもある)は、スコットランドの天文学者、写真家で、2つの小惑星の発見者である。
ウォルドロンは、スコットランドのグラスゴーで生まれた。最初の仕事は、エジンバラの王立天文台のために、高品質の写真乾板を複製することであった。1986年10月10日、ウォルドロンはサイディング・スプリング天文台のUKシュミット式望遠鏡で小惑星クルースンを発見した。また、同年11月21日には、小惑星プリーストリーを発見した。デジタル写真を用いた天文台の探査として初期のものであったことから、1995年にCorel Paint Shop Proで初めて公開された。このソフトウェアは、ウォルドロンに、天体写真に芸術的な操作を加え、万華鏡のような模様を作成するという着想を与えた。1998年、ウォルドロン一家は、オーストラリアのニューサウスウェールズ州に転居した。